# Цицзя

Ареал распространения.

Цицзя (кит. 齊家文化, англ. Qijia culture; 2400—1900 до н. э.) — луншаноидная культура на территории современного Китая в верховьях реки Хуанхэ, на западе провинции Ганьсу и востоке провинции Цинхай. Является переходной культурой от неолита к бронзовому веку. Названа по месту стоянки Цицзяпин (齊家坪), которая была открыта в 1923 году шведским археологом Юханом Андерссоном).
В последние века своего существования культура Цицзя отступила из западных районов Китая, а количество её носителей резко уменьшилось. Культуре Цицзя принадлежат первые найденные в Китае медные и бронзовые зеркала. К ней также относятся два керамических колокола, датируемые периодом до династии Шан. Бронзовые колокола этой культуры имеют более позднее происхождение.
Характерной чертой этой культуры является наличие многих стоянок со следами активного разведения лошадей, что может быть связано с Сейминско-турбинской культурой. А также скотоводство и овцеводство.
Археологическую стоянку Лацзя (喇家) связывают с этой культурой.